# Katsuya Okada
Katsuya Okada (岡田 克也, Okada Katsuya), né le 14 juillet 1953 à Yokkaichi dans la préfecture de Mie, est un homme politique japonais, membre du Parti démocrate du Japon (PDJ) qu'il préside du 18 mai 2004 au 17 septembre 2005 et du 18 janvier 2015 au 27 mars 2016, puis du Parti démocrate progressiste (PDP) dont il est le premier président à partir de sa création le 27 mars 2016 jusqu'au 15 septembre 2016, faisant de lui le chef de l'opposition parlementaire pendant ces périodes, et enfin du Parti démocrate constitutionnel (PDC). Il est également le secrétaire général et numéro deux du PDJ du 14 décembre 2003 au 18 mai 2004 puis du 17 mai au 4 septembre 2009 et du 17 septembre 2010 au 29 août 2011.
Il est élu à la Chambre des représentants, la chambre basse de la Diète (ou parlement), depuis 1990 successivement pour l'ancien 1er district (de 1990 à 1996) puis pour la nouvelle 3e circonscription (depuis 1996) de sa préfecture natale. Il a été ministre des Affaires étrangères du 16 septembre 2009 au 17 septembre 2010, successivement dans les 93e puis 94e Cabinets du Japon dirigés respectivement par Yukio Hatoyama et Naoto Kan, et est le vice-Premier ministre du 95e Cabinet remanié de Yoshihiko Noda du 13 janvier au 26 décembre 2012, avec un large éventail de portefeuilles à sa charge (la Réforme administrative et de la Fonction publique, la Réforme totale de la fiscalité et de la sécurité sociale, la Revitalisation du gouvernement, le Nouveau concept du Service public, la Dénatalité et l'Égalité sociale et des sexes).

## Origines, formation et carrière professionnelle

### Issu d'une dynastie de détaillants
Katsuya Okada est le deuxième fils de l'homme d'affaires Takuya Okada (岡田 卓也, Okada Takuya, né en 1925),, qui a transformé dans les années 1970 le magasin familial de kimonos et accessoires traditionnels Okadaya basé à Yokkaichi (fondé en 1758 par Sozaemon Okada et dont son descendant Takuya a hérité de la gestion en 1946) en un empire de la grande distribution devenu le plus important du Japon et d'Asie : le groupe Jusco (celui-ci a pris le nom d’ÆON Group en 1989 puis simplement d’ÆON en 2001, tandis que le holding correspondant, Jusco Co., Ltd. devient en 2001 ÆON Co., Ltd.). Le frère aîné de Katsuya, Motoya Okada (岡田 元也, Okada Motoya, né en 1951), est d'ailleurs l'actuel président de la compagnie depuis 1997.

### Formation et carrière de haut fonctionnaire
Il fait l'essentiel de sa scolarité, jusqu'au collège, dans sa ville natale de Yokkaichi, point d'ancrage de la famille Okada et de leurs activités commerçantes. Il fréquente ainsi successivement l'école primaire publique du centre-ouest de la ville, puis son collège public du centre. Après la création du groupe Jusco en 1969, la famille déménage à Osaka, et il sort du lycée d'Ikeda rattaché à l'université d'éducation d'Osaka en 1972. Il intègre ensuite la faculté de droit de la plus prestigieuse université du Japon, celle de Tokyo, dont il sort diplômé d'un Bachelor of Laws (法学士, Hōgakushi) en 1976.
Le mois suivant, il intègre le ministère du Commerce international et de l'Industrie (MITI), alors l'une des plus importantes administrations de l'État japonais. Il participe notamment aux activités liées aux réponses à donner aux chocs pétroliers, au droit de la propriété intellectuelle, aux politiques pour le développement des nouvelles technologies ou aux négociations sur l'énergie entre le Japon et les États-Unis, entre autres. Entre juin 1985 et juin 1986, il est mis en disposition afin de pouvoir partir étudier aux États-Unis dans le cadre du programme annuel sur les relations américano-japonaises du Weatherhead Centre for International Affairs de l'université Harvard. Katsuya Okada déclare plus tard que c'est lors de son séjour aux États-Unis qu'il a notamment pris conscience de la diversité culturelle du Monde, en organisant chaque week-end des fêtes avec d'autres étudiants américains, malais, philippins, coréens, chinois, népalais, vénézuéliens, maliens ou autres, mais qu'il a aussi acquis la volonté de se lancer en politique en observant l'action du président des États-Unis de l'époque, Ronald Reagan.
Il quitte le ministère en juillet 1988. Il met alors un terme à sa carrière au MITI après avoir fini par accéder au poste d'inspecteur de la planification à la division des affaires générales du secrétariat du ministre, et se lance ensuite en politique. Il a épousé Tatsuko Murakami (村上 多津子, Murakami Tatsuko), elle-même issue d'une dynastie politique de tendance conservatrice implantée dans la préfecture d'Ehime sur l'île de Shikoku : elle est l'arrière-petite-fille de l'ancien député démocrate-constitutionnel de la préfecture d'Ehime (1923-1932) et ancien maire d'Imabari (1933-1945) Monshirō Murakami (村上 紋四郎, Murakami Monshirō, 1865-1945), la fille du député libéral-démocrate (PLD) de l'ancien 2e district d'Ehime (1967-1972) Shinjirō Murakami (村上 信二郎, Murakami Shinjirō, 1918-1972), la nièce de l'ancien conseiller libéral-démocrate (1971) Kōtarō Murakami (村上 孝太郎, Murakami Kōtarō, 1916-1971) et la sœur du député PLD du 2e district d'Ehime (depuis 1986) Sei'ichirō Murakami (村上 誠一郎, Murakami Sei'ichirō, né en 1952). Katsuya et Tatsuko Okada ont eu trois enfants : une fille et deux fils.

## Les débuts politiques: la succession des partis

### Un des «enfants d'Ozawa»
Katsuya Okada est candidat pour les élections législatives du 18 février 1990 avec l'étiquette du Parti libéral-démocrate (PLD), le mouvement politique de droite au pouvoir depuis sa création en 1955, et plus particulièrement de sa plus importante faction interne, le « Groupe d'études d'Heisei » (平成研究会, Heisei Kenkyūkai), également appelé Heiseikai ou encore « faction Takeshita » (du nom de l'ancien Premier ministre Noboru Takeshita qui l'a créée en 1987 sur les bases du puissant « Club du Jeudi », 木曜クラブ, Mokuyō kurabu, de Kakuei Tanaka, qui a dominé la scène politique dans les années 1970 et l'essentiel des années 1980). Choisi pour reprendre le flambeau du septuagénaire Sachio Yamamoto, qui ne se représente pas, dans l'ancien 1er district électoral de la préfecture de Mie, il fait alors partie de la stratégie mise au point par le jeune (47 ans) secrétaire général du PLD (et valeur montante de l’Heiseikai) Ichirō Ozawa visant à rajeunir les rangs tant de la faction que de l'ensemble du parti, tous deux en quête d'un renouvellement d'image après plus de 35 ans de pouvoir et une série de scandales politico-financiers ayant éclaté depuis la fin des années 1970. Il bénéficie également du soutien financier du groupe familial ÆON. Katsuya Okada arrive alors en quatrième position pour cinq sièges à pourvoir au vote unique non transférable dans la circonscription, avec 97 290 voix soit 13,84 % des suffrages exprimés.
Il fait ainsi pour la première fois son entrée à la Chambre des représentants à l'instar de nombreux autres trentenaires et quadragénaires, et l'expression d'« Enfants d'Ozawa » (小沢チルドレン, Ozawa chirudoren) est inventée à cette occasion pour désigner cette nouvelle génération de parlementaires mise en avant par le secrétaire général du PLD et qui deviennent alors de fermes partisans de ce dernier et de ses idées réformatrices proches de celles mises en place par Margaret Thatcher au Royaume-Uni,. De ce fait, lorsqu'Ozawa et un autre « rénovateur », Tsutomu Hata, quittent l’Heiseikai, pour n'avoir par réussi à y imposer leur influence au profit de conservateurs partisans d'une ligne plus « classique » tels que Keizō Obuchi ou Ryūtarō Hashimoto, et fondent leur propre faction, le « Forum Réforme 21 » (改革 フォーラム 21, Kaikaku fōramu ni-jū-ichi), Katsuya Okada fait partie des 41 parlementaires du PLD (33 députés et 8 conseillers) qui les rejoignent. Et, le 18 juin 1993, il suit, comme tous les membres de ce groupe (à l'exception d'un absent, Morio Kimura, qui a soutenu toutefois l'action de ses compagnons de faction), la directive d'Ozawa et Hata de voter la motion de censure déposée par le Parti socialiste japonais (PSJ) pour protester contre le projet de réforme électorale proposée par le gouvernement PLD de Kiichi Miyazawa (comprenant notamment le passage à un scrutin uninominal majoritaire à un tour intégral, l'opposition et de nombreux membres de la majorité, dont Ozawa, préférant au contraire introduire une dose plus ou moins élevée de proportionnelle), contribuant ainsi à son adoption par 255 voix contre 220 à la Chambre des représentants et donc à la chute de la majorité et la convocation d'élections législatives anticipées pour le 18 juillet suivant. Par la suite, l'ensemble du « Forum Réforme 21 » quitte le PLD et forme le 23 juin un parti politique néo-libéral, le Parti de la Renaissance (新生党, Shinseitō), avec Hata comme président et Ozawa comme secrétaire général.
Aux législatives du 18 juillet 1993, Katsuya Okada est réélu en obtenant cette fois assez largement la première place avec 142 215 voix, ou 20,46 % des suffrages, et plus de 20 000 voix d'avance sur le candidat arrivé en deuxième position et lui aussi issu de l'opposition au PLD, le centriste du Kōmeitō Chikara Sakaguchi. Le Shinseitō, fort au total de 10,1 % des voix et de 55 sièges sur 511, devient la troisième force politique du Japon derrière le PLD et le PSJ, et devient l'un des piliers d'une coalition anti-conservatrice et anti-communiste formée avec six autres partis (dont les opposants de longue date comme les socialistes, le Kōmeitō, les démocrates socialistes et les sociaux-démocrates, mais aussi d'autres dissidents du PLD dont le progressiste Nouveau Parti pionnier et les conservateurs modérés du Nouveau parti du Japon), mettant fin à 38 ans de domination sans interruption des libéraux-démocrates. Cette majorité hétéroclite se divise néanmoins bientôt et, après onze mois de gouvernements dirigés successivement par Morihiro Hosokawa (du NPJ, d'août 1993 à avril 1994) puis Tsutomu Hata (d'avril à juin 1994), le PSJ et le NPP forment une grande coalition avec le PLD qui accepte d'élire au poste de Premier ministre le socialiste Tomiichi Murayama. Katsuya Okada rejoint ainsi l'opposition au même titre que le Shinseitō qui finit par fusionner en décembre 1994 avec tous les autres mouvements de la coalition de 1993 refusant le retour au pouvoir du PLD ainsi que par de nouveaux dissidents de ce dernier, emmenés par l'ancien Premier ministre Toshiki Kaifu, qui quant-à-eux sont hostiles à l'accession d'un socialiste à la tête du gouvernement. Le nouveau parti ainsi créé prend le nom de Parti de la nouvelle frontière (新進党, Shinshintō) et Kaifu en est son premier président.

### Le gain d'une assise locale à Mie
Katsuya Okada s'investit tout particulièrement dans l'élection du gouverneur de sa préfecture de Mie tenue le 9 avril 1995, en étant l'artisan de la candidature de Masayasu Kitagawa, lui aussi à cette époque député Shinshintō de l'ancien 1er district électoral de la préfecture et dissident du PLD. Ce dernier est alors élu officiellement sans étiquette mais avec le soutien du Shinshintō, du PSJ et des syndicats, face au candidat du PLD, et fait partie de la génération de ce que les médias ont appelé les « gouverneurs réformateurs ». Kitagawa et Okada réussissent également par la suite à fédérer l'ensemble des forces non-PLD et non-communistes en un groupe baptisé « Nouveau gouvernement pour Mie » (新政みえ, Shinsei Mie). Celui-ci sert de base à la politique préfectorale menée par Masayasu Kitagawa puis à son successeur Akihiko Noro (élu en 2003), mais aussi pour les campagnes de Katsuya Okada et plus largement des autres députés et conseillers du Shinshintō (puis du PDJ à partir de 1998) à Mie. Ceci explique que, des législatives de 1996 à nos jours, il n'y eût à chaque fois face aux candidats investis par la principale force d'opposition que des adversaires du PLD et du PCJ, voire quelquefois des indépendants, contribuant à la forte implantation du parti dans cette région, tout particulièrement dans les zones urbaines ou semi-urbaines du nord de la préfecture correspondant à Yokkaichi et ses environs (les 2e et 3e districts électoraux créés par la réforme électorale de 1994) et incluses dans l'aire urbaine de Nagoya.
Katsuya Okada est lui-même largement réélu député à chaque fois depuis les législatives du 20 octobre 1996, désormais au scrutin uninominal majoritaire à un tour dans le nouveau 3e district de Mie (à savoir l'extrémité nord de la préfecture et comprenant une partie de sa ville natale de Yokkaichi). Il obtient ainsi 108 690 voix et 57,86 % des suffrages en 1996, puis 117 868 votes (54,16 %) en 2000, 132 109 (62,04 %) en 2003, 140 954 (60,09 %) en 2005, 173 931 (72,2 %) en 2009, 126 679 (64,11 %) en 2012 et 120 950 (64,03 %) en 2014. Il n'a à chaque occasion que deux candidats face à lui : un du PLD (Kazuya Kaneko en 1996 puis Kōichi Hirata de 2000 à 2009, Hiroshi Sakurai en 2012 et Koji Shimada en 2014) et un du PCJ (Taneko Nishio en 1996 puis Ritsuko Hoshino de 2000 à 2005 et Toshiyuki Kamai en 2012 et 2014) ou du Parti de la Réalisation de la Joie (Noriko Nohara en 2009). Il dispose ainsi très tôt d'une assise locale stable et du soutien pour ses candidatures de l'ensemble des forces non conservatrices et non communistes et des syndicats, dont principalement le Rengō.

### DuShinshintōau PDJ
Le 27 décembre 1997, les parlementaires du Shinshintō votent la dissolution du parti en raison d'une remise en question de plus en plus forte de l'autorité de son président Ichirō Ozawa. Katsuya Okada s'est opposé à cette disparition, et a alors déclaré après le vote : « Je ne peux pas comprendre le sens de ce qui vient de se passer. On ne peut traduire ce qui a été fait au Shinshintō que comme une trahison des électeurs ! ». Il adhère quelques jours plus tard, le 4 janvier 1998, à la Voix du Peuple (国民の声, Kokumin no Koe), formée alors par 18 parlementaires de l'ex-Shinshintō (15 représentants et 3 conseillers). Il s'agit essentiellement d'anciens dissidents du PLD, avec d'une part ceux ayant quitté ce grand parti de droite pour protester contre son alliance avec le PSJ en 1994 (parmi eux le leader de ce nouveau mouvement, Michihiko Kano, ancien ministre de l'Agriculture en 1989), et de l'autre ceux issus du Shinseitō (dont Okada) qui n'ont suivi ni Hata lorsque celui-ci a quitté le mouvement en 1996, ni Ozawa en ne rejoignant pas le parti libéral fondé tout juste par ce dernier. Katsuya Okada devient le président du Conseil de recherche politique (chargé de l'élaboration du programme) de ce nouveau parti à l'existence éphémère, et le reste dans le nouveau mouvement formé par la fusion dès le 23 janvier suivant avec deux autres formations de tendance conservatrice libérale et réformiste issue du Shinshintō, le Parti du Soleil (太陽党, Taiyōtō) de Tsutomu Hata et From Five (フロム ファイブ, Furomu Faibu, réunissant les anciens du NPJ) de Morihiro Hosokawa, et baptisé Parti de la bonne gouvernance (民政党, Minseitō, abrégé en Minsei 民政).
Le 12 mars 1998, les dirigeants du Minsei, du Nouveau parti de la Fraternité (新党 友愛, Shintō Yuai, lui aussi créé par des membres du Shinshintō, issus quant-à-eux à l'origine du Parti démocrate socialiste), du Parti des réformes démocratiques (民主 改革 連合, Minshu Kaikaku Rengō, ou Minkairen, créé en 1989 pour servir de bras politique au principal syndicat du pays, le Rengō) et surtout du Parti démocrate du Japon (民主党, Minshutō, parti défendant le principe de troisième voie, créé en 1996 essentiellement par des dissidents du Parti social-démocrate, ex-PSJ, et du NPP, sous la conduite de Naoto Kan et des frères Yukio et Kunio Hatoyama) signent un protocole d'unification pour former le nouveau grand parti d'opposition qui reprend le nom de Parti démocrate du Japon (PDJ). La fusion a lieu officiellement lors du congrès tenu à l'hôtel Kitashirakawa Palace à Chiyoda (Tōkyō) le 27 avril. Les membres issus du Minsei, dont Okada, forment en son sein le Comité de recherche pour une stratégie gouvernementale (政権戦略研究会, Seiken senryaku kenkyūkai) ou Groupe Hata (羽田グループ, Hata gurūpo).

## Un cadre de l'opposition

### L'ascension
Lors de la formation du premier contre-gouvernement du PDJ sous le nom de « Cabinet suivant » ou Next Cabinet (ネクスト・キャビネット, Nekusuto Kyabinetto) par le président du parti Yukio Hatoyama le 1er octobre 1999, Katsuya Okada est choisi pour en être le « ministre suivant » des Finances, chargé de contrer le ministre correspondant (l'un des portefeuilles les plus importants du gouvernement) dans les cabinets successifs de Keizō Obuchi puis de Yoshirō Mori, à savoir l'ancien Premier ministre Kiichi Miyazawa. Le 9 septembre 2000, il change d'affectation pour prendre le poste de secrétaire général adjoint du Cabinet suivant, secondant ainsi Naoto Kan, jusqu'au 8 septembre 2001, date à laquelle il remplace ce dernier comme secrétaire général du Cabinet suivant avec pour mission de contrer à la Diète son homologue du gouvernement de Jun'ichirō Koizumi, Yasuo Fukuda. Il reste membre du Cabinet suivant jusqu'au 30 septembre 2002.
Il occupe également des fonctions de plus en plus importantes au sein de la direction du mouvement et à la Diète. Vice-président du Conseil de recherche politique (il y est encore une fois l'adjoint de Naoto Kan) du PDJ de 1998 à 2000, il en est nommé président par Yukio Hatoyama, ce qui en fait donc le no 3 du parti, venant après le président (Hatoyama) et le secrétaire général (Naoto Kan), du 9 septembre 2000 au 23 septembre 2002. À la Chambre des représentants, il préside la Commission de la Sécurité de juillet 2000 à janvier 2001.
Lors de l'élection à la présidence du PDJ du 23 septembre 2002, il est l'un des principaux soutiens du sortant Yukio Hatoyama contre ses trois adversaires : le secrétaire général Naoto Kan, pourtant allié traditionnel de Hatoyama à la tête du parti depuis sa création en 1996, l'ancien socialiste Takahiro Yokomichi et le représentant des jeux élus du mouvement Yoshihiko Noda. Après avoir été mis en ballotage au premier tour par Kan avec 294 voix contre 221 (ainsi que 181 pour Noda et 119 pour Yokomichi), Yukio Hatoyama est finalement réélu de peu au second tour par 254 votes contre 242, et Katsuya Okada, qui a pour lui son âge qui pourrait constituer un signe vis-à-vis du camp des jeunes parlementaires, est pressenti pour devenir son nouveau secrétaire général. Cependant, c'est un vétéran social-démocrate, Kansei Nakano, élu à la Chambre des représentants depuis 1976, et qui, potentiellement candidat, lui a apporté le soutien décisif des principaux syndicats liés au PDJ (dont le Rengō), qui est choisi comme no 2. Katsuya Okada ne devient alors que l'adjoint de ce dernier. Ce choix pragmatique, visant à récompenser un allié important, est particulièrement critiqué notamment par les plus jeunes parlementaires (qui reprochent aux plus anciens élus d'être encore trop fortement marqués politiquement par leurs anciennes étiquettes nées des multiples partis politiques différents qui ont contribué à la naissance du PDJ) et une partie des observateurs extérieurs, les deux grands quotidiens plutôt proches du parti, l’Asahi Shinbun et le Mainichi Shinbun, titrent respectivement « Nos mâchoires se sont décrochées » et « Le PDJ soutiendrait-il le PLD ? ». Alors qu'elles devaient être l'occasion de rassembler le PDJ derrière un leader commun pour contrer Koizumi, ces élections marquent au contraire la profonde division au sein de la principale force d'opposition.
Finalement, Yukio Hatoyama est forcé de présenter sa démission deux mois seulement après sa réélection, le 3 décembre, le comité directeur lui reprochant notamment le manque de transparence de son projet d'absorption dans le PDJ d'autres petits partis d'opposition, dont surtout le Parti libéral d'Ichirō Ozawa. De nouvelles élections sont donc organisées le 10 décembre 2003, ouvertes cette fois aux seuls parlementaires du parti, et Katsuya Okada se porte candidat. Ayant le soutien non seulement de l'aile conservatrice libérale du groupe Hata mais également des plus fermes partisans de Hatoyama et des jeunes élus, il fait pendant longtemps figure de favori face à son adversaire, Naoto Kan. Il fait campagne sur le thème du « changement de génération » et sur la réforme interne du parti. Il veut ainsi créer un groupe de réflexion sur les moyens à mettre en œuvre pour réussir à enfin obtenir l'alternance et concurrencer l'administration Koizumi ou encore mettre en place des sanctions contre ceux qui « endommagent l'unité du parti ». Kan met pour sa part l'accent sur la nécessité pour le chef de l'opposition de se concentrer sur les débats avec le Premier ministre et sur la conquête d'une base électorale solide pour laisser les affaires internes du parti au secrétaire général, poste qu'il promet de confier à son adversaire si jamais il réussissait à le battre. C'est finalement chose faite, et assez largement, par 104 voix contre 79 à Katsuya Okada. Celui-ci a surtout souffert de son manque de notoriété auprès du grand public et d'expérience face à un adversaire qui mena déjà l'opposition de 1998 à 1999, connu pour ses talents de débatteur et bénéficiant toujours d'une forte popularité pour s'être opposé avec succès à la bureaucratie lors de son passage au ministère de la Santé en 1996. Comme promis, le nouveau président Naoto Kan, entré en fonction le 13 décembre 2002, nomme Katsuya Okada pour le seconder en tant que secrétaire général.

### Secrétaire général de Naoto Kan
En tant que secrétaire général du PDJ, Katsuya Okada est chargé de négocier un rapprochement avec les autres forces d'opposition non-communistes, et en particulier avec le Parti libéral d'Ichirō Ozawa, avec lequel il entretient de bonnes relations, étant formé essentiellement d'anciens membres du Shinshintō et avant cela du Shinseitō, comme lui. Il se met ainsi d'accord avec son homologue libéral, Hirohisa Fujii, le 3 mars 2003, pour mettre en place une équipe bipartite placée sous leur direction et chargée de mener à bien la fusion des deux partis. Katsuya Okada considère en effet que : « Il y a des positions contradictoires [au sein du PDJ concernant cette alliance], mais il n'y a pas d'autre option que de coopérer ». Il est donc l'un des principaux artisans de cette fusion qui se concrétise en plusieurs étapes au mois de septembre 2003 : le 19 elle est approuvée par les parlementaires du PDJ, le 24 l'accord de fusion est signé, le lendemain le Parti libéral se dissout et ses parlementaires rejoignent les groupes démocrates des deux chambres de la Diète (qui comprennent désormais respectivement 138 représentants, dont un indépendant non membre du parti, et 67 conseillers, dont 3 non militants du mouvement auxquels il faut toutefois ajouter le vice-président de la Chambre qui par tradition siège comme non-inscrit) et le congrès qui officialise cette union a lieu enfin le 5 octobre. Partisan d'une moralisation de la vie politique et de la lutte contre la corruption, il fait également mettre en place une réglementation interne au PDJ interdisant à ses élus d'accepter de l'argent provenant de l'un des 63 membres de la Fédération japonaise des titulaires de contrat de construction.
De plus, il participe activement aux attaques menées par Naoto Kan contre la majorité, notamment en matière de politique étrangère. Il critique ainsi la gestion de la question des enlèvements de Japonais par la Corée du Nord (pourtant largement soutenue dans l'opinion publique), et déclare ainsi lors d'une émission matinale sur la chaîne publique NHK, au sujet du rapatriement obtenu le 15 octobre 2002 de cinq Japonais enlevés survivants et de l'annonce faite plus tard par le gouvernement de ne pas honorer la promesse faite à Pyongyang concernant leur retour ultérieur en Corée du Nord : « Bien que si ces cinq personnes disent "vouloir rester" il soit naturel de les garder [au Japon], il n'était pas nécessaire que le gouvernement décide. C'est cela qui a entraîné le durcissement de l'attitude de la Corée du Nord. Il est allé trop loin dans la démagogie. » Quelques jours plus tard, il critique le directeur de l'Agence de la Défense Shigeru Ishiba et la ministre des Affaires étrangères Yoriko Kawaguchi pour avoir annoncé le 24 janvier que le Japon aurait le droit, selon le principe de la légitime défense, de frapper toute rampe de missiles développée par la Corée du Nord : pour Katsuya Okada, ces remarques visant nommément un pays ne peuvent qu'amplifier les tensions avec le régime de Pyongyang dans une période particulièrement sensible et fragiliser encore plus les négociations concernant le programme nucléaire de la dictature communiste. De même, il s'oppose à l'envoi de troupes des Forces japonaises d'autodéfense (FAD) en Irak voulu par le gouvernement Koizumi, en posant en février 2003 la question : « Est-ce que le gouvernement pense que l'alliance américano-japonaise est plus importante que la Charte des Nations unies ? ». En décembre 2003, il déclare lors d'un rassemblement d'opposants au conflit : « La raison principale pour laquelle nous nous opposons [au déploiement] c'est parce qu'il va à l'encontre de la Constitution [...] Nous avons juré depuis longtemps de ne pas user de la force à l'étranger et nous nous sommes toujours tenu à cela. ». Il défend toutefois l'idée de renforcer la capacité du Japon à se défendre elle-même et donc à transformer la FAD en une armée conventionnelle afin justement d'empêcher que le pays soit « forcé » de soutenir les États-Unis dans une guerre qu'il n'a pas souhaité, estimant alors que : « Le Japon est plus comme un vassal qu'un allié des États-Unis ».

### Chef de l'opposition

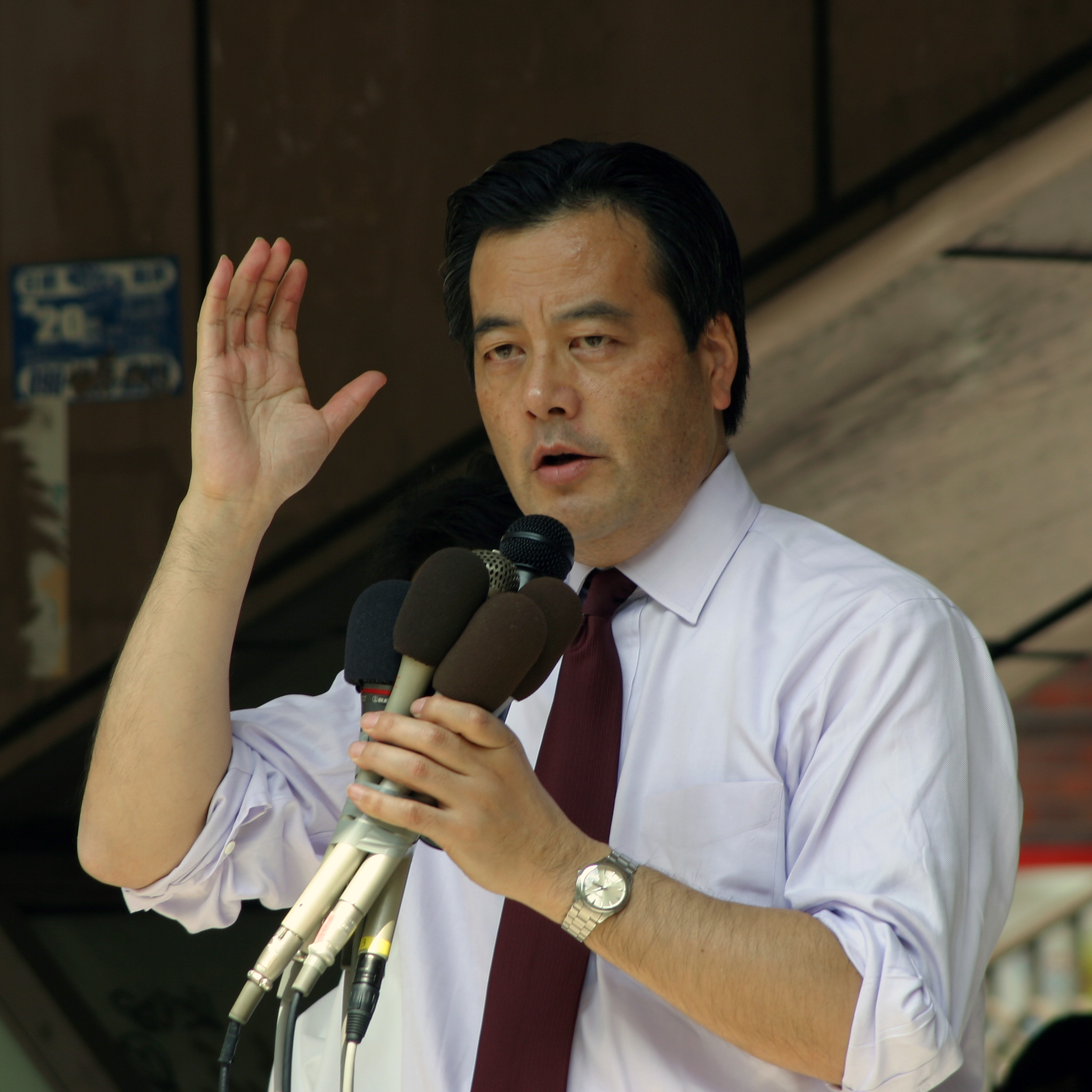
Katsuya Okada, chef de l'opposition, prononçant un discours en public le 9 avril 2005

Malgré une forte popularité et un certain succès remporté lors des élections législatives de 2003, Naoto Kan voit sa direction remise en cause en avril 2004, faisant partie des huit hommes politiques de premier plan (sept du PLD et lui-même) touchés par le « scandale des retraites » : il admet en effet, en plein débat sur la réforme du système des retraites, avoir manqué le paiement de dix mois de cotisations à la caisse des retraites en 1996, alors qu'il était encore ministre de la Santé. S'il résiste pendant plusieurs semaines aux appels venant de son propre camp demandant son retrait de la présidence, la démission le 7 mai 2004 du secrétaire général du Cabinet, et principal collaborateur de Koizumi, Yasuo Fukuda, accroît la pression sur le chef de l'opposition qui ne peut finalement qu'annoncer qu'il quitte la tête du PDJ le 9 mai,. Le favori à sa succession, le président délégué Ichirō Ozawa, soutenu par Katsuya Okada qui ne souhaite pas dans un premier temps se présenter car estimant partager la responsabilité de la démission de Kan, doit à son tour se retirer de la course dès le 17 mai pour lui-même n'avoir pas payé plusieurs mensualités de retraite dans les années 1980 (avant donc que le fait de cotiser au régime général soit devenu obligatoire pour les parlementaires, en 1986).
Le nom de Katsuya Okada, dernier membre du trio exécutif à ne pas être touché et qui plus est n'ayant manqué absolument aucun versement à la caisse de sécurité sociale depuis son entrée dans la vie active en 1976, s'impose bientôt. S'étant rapproché de l'aile gauche du parti du fait de sa proximité désormais avec Naoto Kan et de ses prises de position en matière de politique étrangère, tout en gardant le soutien des groupes plus conservateurs dont il est issu (bien qu'il ne fasse plus partie d'aucune faction), et pouvant passer à la fois pour le champion de la jeune génération de parlementaires (n'ayant alors que 50 ans, presque 51) et des vétérans (étant député depuis 14 ans et faisant partie de la direction du mouvement depuis 1998), il apparaît ainsi comme le candidat du consensus et est donc élu sans opposition aucune président du PDJ et nouveau chef de l'opposition parlementaire le 18 mai 2004, afin de finir le mandat de Naoto Kan qui doit se terminer en septembre 2004. Afin de contrebalancer son relatif jeune âge, il nomme le septuagénaire Hirohisa Fujii, avec lequel il a gardé des liens depuis qu'ils ont travaillé ensemble au rapprochement entre le PDJ et le Parti libéral, au poste de secrétaire général. Visant la victoire lors du renouvellement de la moitié de la Chambre des conseillers prévu pour le 11 juillet suivant et la transformation de la principale force d'opposition en un « parti prêt à prendre le pouvoir », il décide de jouer sur les deux points faibles du gouvernement Koizumi à cette époque : la réforme des retraites et l'Irak. Dès sa prise de fonction, il reproche d'ailleurs au Premier ministre de ne pas avoir démissionné alors que lui-même ne s'est pas acquitté de plusieurs cotisations durant la même période qu'Ichirō Ozawa (soit lui aussi avant que ce ne soit obligatoire), regrettant que : « Le Premier ministre Koizumi ne s'est même pas excusé publiquement pour n'avoir pas payé des primes de pension ».
Il bénéficie de l'impopularité de la majorité (c'est alors la première fois que les sondages font état de plus de mécontents que de satisfaits sur la politique menée par le Cabinet depuis l'arrivée au pouvoir de Jun'ichirō Koizumi en 2001) du fait de ce scandale et du premier cas de prise d'otages de ressortissants japonais en Irak en avril 2004, ce qui ébranle l'opinion publique, et de son image d'opposant légitime sur ces deux questions (ayant toujours payé ses cotisations de retraite et s'étant dès le départ opposé au déploiement des FAD). Le scrutin du 11 juillet 2004 à la chambre haute de la Diète se traduit par un net succès pour lui et le PDJ : celui-ci devient alors le premier parti du Japon en nombre de voix pour la première fois de son histoire, et cela aux deux modes de scrutin (obtenant 39,09 % des suffrages exprimés contre 35,09 % au PLD au vote unique non transférable dans les préfectures, et 37,79 % contre 30,03 % à la proportionnelle nationale), et gagne 50 sièges sur les 121 à pourvoir contre 49 au parti majoritaire (31 contre 34 sur 73 au vote non transférable et 19 contre 15 sur 48 à la proportionnelle). Le nombre de Conseillers démocrates passent ainsi de 67 à 82 sur 242, tandis que les libéraux-démocrates stagnent à 115 membres (du fait de leurs bons résultats obtenus lors du précédent scrutin, en 2001, leur groupe ne diminue pas). Ils conservent toutefois la majorité grâce à leur alliance avec le Nouveau Kōmeitō. Pour Katsuya Okada, le message des électeurs est clair : « Le peuple a exprimé un "non" retentissant aux politiques de Koizumi ». Si ces élections ne changent pas la donne au Parlement, elle renforce la légitimité de Katsuya Okada en tant que premier opposant à Jun'ichirō Koizumi avec lequel il tranche tant par ses prises de position que par son style, apparaissant tout à la fois compétent, intègre et en un sens rassurant, mais aussi austère et technocratique, face au « flamboyant » chef du gouvernement.
Il est ainsi réélu sans difficulté, et encore une fois sans aucun adversaire face à lui, à la tête du parti, cette fois-ci pour un mandat complet de deux ans, le 30 août 2004. Il a alors obtenu le soutien explicite des principales figures du parti, que ce soit son prédécesseur Naoto Kan, le chef des ex-socialistes Takahiro Yokomichi, mais aussi des principaux représentants des jeunes parlementaires comme Yukio Edano, Seiji Maehara ou Yoshihiko Noda. Seuls Yukio Hatoyama et Ichirō Ozawa s'abstiennent de lui donner un soutien explicite tandis qu'il entretient des relations de plus en plus tendues avec ce dernier. Le quotidien économique Nihon Keizai Shinbun affirme : « De nombreux problèmes existent, comme notamment les relations entre M. Okada et M. Ozawa, la gestion du parti, son action au Parlement, ou encore le renforcemecent de son organisation régionale qui a pris du retard en raison de la trop grande importance accordée à l’évolution de la situation ». À la suite de sa réélection, il remanie sa direction en faisant de Hirohisa Fujii son président délégué et en nommant Tatsuo Kawabata, chef de la faction socialiste démocrate héritière de l'ancien PDS, comme secrétaire général.
Il s'attache ensuite à se donner une certaine assise internationale et insiste de plus en plus sur la politique étrangère, en défendant notamment le principe d'« indépendance nationale » pour le Japon, la mise en place d'une relation plus équitable et moins exclusive avec les États-Unis (tout en reconnaissant l'importance de l'alliance avec ces derniers, il milite notamment pour la réduction du nombre de troupes américaines basées au Japon et tout particulièrement de celles d'Okinawa) et la défense de liens plus étroits, et plus paisibles, du Japon avec ses voisins asiatiques, notamment la Chine ou la Corée du Sud. Il réserve d'ailleurs son premier déplacement officiel à l'étranger en tant que président du parti, en juin, à cette dernière. Du 27 juillet au 1er août 2004, il se rend aux États-Unis. Lors de cette visite, en pleine campagne de l'élection présidentielle américaine, il assiste à la Convention nationale démocrate de Boston, désirant « apprendre leur tactique pour attirer les électeurs » et estimant le PDJ proche de son homonyme américain avec lequel il partage « de nombreuses similitudes dans notre façon de penser », il y rencontre plusieurs membres de l'équipe de John Kerry dont Ezra Vogel et Joseph Nye. Le 4 novembre suivant, il rencontre l'ambassadeur américain au Japon Howard Baker, auquel il déclare : « La situation en Irak est de la responsabilité des troupes américaines déployées là-bas et les FAD devraient être désengagées selon la Constitution ». Il expose plus en détail ses principes en matière de sécurité et de diplomatie dans un document baptisé la « Vision Okada » ou encore la « Vision 2015 pour la Renaissance du Japon » présentée dès août 2004, dans laquelle il promeut tout particulièrement l'établissement d'une politique de sécurité collective par laquelle le Japon participerait plus activement au maintien de la paix et de la stabilité internationale, notamment par la révision de l'Article 9 de la constitution japonaise afin de faciliter la participation des FAD à des forces internationales sous mandat de l'ONU. Cette vision comprend également le programme sur le long terme du PDJ concernant la réforme de la sécurité sociale (avec l'uniformisation et l'unification des différents régimes de retraite existant), la réduction du déficit de l'État (notamment par la diminution drastique des chantiers de construction financés par le gouvernement, ou l'augmentation de la taxe sur la consommation) ou la décentralisation administrative.

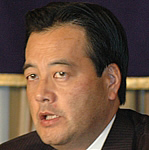
Katsuya Okada lors de la campagne des élections législatives en août 2005

Il ne peut empêcher toutefois la remontée dans les sondages de Jun'ichirō Koizumi et de son gouvernement à partir de la fin de l'année 2004, notamment grâce à l'accélération du processus de réformes structurelles promises par le Premier ministre et son affranchissement de plus en plus net vis-à-vis de la vieille garde conservatrice du PLD. Lors de la campagne pour les élections législatives du 11 septembre 2005, le PDJ ne réussit pas à se démarquer de la majorité sur les thèmes alors au cœur des préoccupations, et en tout premier lieu concernant la privatisation de la poste japonaise, ce scrutin étant vu comme un véritable plébiscite pour ou contre cette réforme chère à Jun'ichirō Koizumi. Or, Katsuya Okada et son parti défendent eux aussi cette privatisation, tout en insistant surtout sur les affaires étrangères (avec la promesse de retirer les troupes d'Irak d'ici décembre 2005) et les affaires sociales (avec la promesse de créer un système de retraite unifié doté d'un minimum garanti de 70 000 yens qui serait financé par une impopulaire hausse de la taxe sur la consommation, ou encore la mise en place d'une pension mensuelle à l'enfance de 16 000 yens ou l'augmentation des allocations familiales à l'enfance de 200 000 yens). Son austérité, autrefois un atout, devient un inconvénient, d'autant qu'il passe moins bien dans les médias que le très communicant Jun'ichirō Koizumi. Ses prises de position tranchées et sa défense inflexible de grands principes moraux lui valent d'être surnommé le « Taliban » (ターリバーン, Tāribān),. Le PDJ fait totalement les frais de la « vague pro-Koizumi » qui marque ces élections puisqu'il recule pour la première fois depuis sa création en 1998, en perdant 53 circonscriptions (sur 105 sortants) et 11 sièges à la proportionnelle (sur 72 sortants), retombant à 113 représentants sur 480, soit son plus faible score depuis les élections de 2000. Le recul du PDJ est particulièrement sensible dans les zones urbaines qui jusqu'alors constituaient sa principale base électorale et que Koizumi a réussi à faire basculer lors de ce scrutin. Les démocrates perdent ainsi 13 sièges sur 20 à Tōkyō, et n'y conservent qu'une seule circonscription sur les 25 que comportent la préfecture, alors qu'il en contrôlait 12 avant le scrutin, et 6 sur les 17 élus à la proportionnelle, contre 8 auparavant. Sur la région de Kinki, qui correspond surtout à la conurbation Ōsaka-Kōbe-Kyōto, le PDJ disposait avant l'élection de 31 sièges sur 77 (18 sur 48 circonscriptions territoriales, dont 9 des 19 d'Ōsaka et 3 sur 6 à Kyōto, et 13 sur 29 à la proportionnelle), il n'en compte plus désormais que 17 (8 circonscriptions, et notamment plus que 2 à Ōsaka et 9 à la proportionnelle). De même dans la région du sud Kantō, soit essentiellement la conurbation Chiba-Kawasaki-Yokohama dans l'agglomération du Grand Tōkyō, le PLD passe de 26 représentants sur 56 (soit 17 circonscriptions sur 34, dont 8 sur 19 dans la préfecture de Kanagawa qui comporte les villes de Kawasaki et Yokohama et 8 sur 13 dans la préfecture de Chiba, et 9 élus à la proportionnelle) à seulement 9 (soit plus que 2 circonscriptions, et donc plus qu'une à Chiba et aucune à Kanagawa, et 7 à la proportionnelle). Comme promis lors de la campagne, Katsuya Okada prend acte de cet échec et démissionne de la présidence du mouvement dès le 15 septembre 2005.

### Une mise en retrait temporaire
Après sa démission, il s'investit dans plusieurs causes en créant plusieurs associations et clubs de parlementaires. Il est ainsi le président fondateur de la Fédération des parlementaires du PDJ pour la promotion des activités à l'étranger des ONG en mars 2006, de celle pour la promotion du désarmement nucléaire en août suivant et de celle pour la promotion de l'amélioration du statut légal des Coréens et autres résidents permanents étrangers au Japon (qui demande notamment l'obtention du droit de vote pour ceux-ci aux élections locales) en janvier 2008. Partisan de la création d'un continent asiatique, et plus généralement d'un monde, sans arme nucléaire, d'ailleurs membre de l'organisation internationale des Parlementaires pour la non-prolifération et le désarmement nucléaire, il s'est rendu avec deux autres parlementaires en Iran en mai 2006, soit quelques semaines après l'annonce par le président Mahmoud Ahmadinejad que son pays avait finalement réussi à produire de l'uranium enrichi. Il a alors déclaré le 3 mai au ministre des Affaires étrangères Manouchehr Mottaki que Téhéran devrait faire « un pas en avant » afin de rassurer la communauté internationale en décidant d'arrêter son programme nucléaire civil plutôt que de se battre pour ramener le dossier, alors pris en charge par le Conseil de sécurité des Nations unies, devant l'AIEA. Il présente en août 2008 un projet de traité pour faire de l'Asie du Nord-Est une zone exempte d'armes nucléaires.
Il participe tout particulièrement à des actions de soutien humanitaire aux victimes d'importantes catastrophes naturelles ayant touché la région. Il visite ainsi le 10 janvier 2006, jour de l’Aïd el-Kebir, Muzaffarabad, site de l'épicentre du tremblement de terre ayant touché le Cachemire pakistanais le 8 octobre 2005. Le 15 mai 2008, il prend la présidence du Quartier-général des contre-mesures pour le cyclone Nargis ayant frappé la Birmanie le 2 mai précédent et pour le tremblement de terre du Sichuan (Chine) du 12 mai. Il est chargé de coordonner les efforts du PDJ pour apporter une aide humanitaire aux victimes de ces deux catastrophes.
Mais il retrouve bientôt un poste dans la direction du PDJ, et est choisi par son nouveau président, Ichirō Ozawa, en septembre 2006 pour être l'un de ses vice-présidents. Il est également directeur du quartier-général de la réforme du gouvernement du mouvement à partir de février 2007, ainsi que de celui de lutte contre le réchauffement planétaire en janvier 2008. Au titre de cette dernière position, dans un contexte où le Premier ministre de l'époque, Yasuo Fukuda, vient juste d'émettre un objectif chiffré de réduction des émissions de gaz à effets de serre à l'horizon 2050 (entre 60 et 80 % par rapport à 1990), Katsuya Okada présente une proposition de loi au nom du PDJ prévoyant un palier intermédiaire (à l'instar de ce que d'autres pays ou organisations régionales ont fait, comme l'Union européenne) de 25 % de réduction d'ici 2020 par rapport au niveau de 1990 (soit un chiffre plutôt élevé, établi à 5 points de plus que celui annoncé par l'UE), objectif repris après son arrivée au pouvoir en septembre 2009 par Yukio Hatoyama. À la Chambre des représentants, il devient premier directeur (et donc no 2, derrière le président) de la commission du budget.
En juin 2008, il publie aux éditions Kōdansha un livre, intitulé L'Alternance du pouvoir politique - Changer ce pays (政権交代―この国を変える, Seiken kōtai - Kono Kuni o kaeru), dans lequel il revient sur son parcours dans un style semi-autobiographique et expose sa vision et son projet pour le Japon, en appuyant essentiellement cette fois sur la politique intérieure. Il y définit notamment quels devront être le rôle et les priorités d'un futur Premier ministre démocrate et de son cabinet, à savoir surtout la diminution du pouvoir des bureaucrates dans le processus de décision politique, en contrôlant les nominations du personnel politique et les propositions budgétaires, la sécurité sociale (et notamment les retraites), l'autonomie locale, la réforme de la structure financière et la diminution du déficit de l'État. À quelques mois de l'élection du président du PDJ prévue pour septembre, certains analystes, dont Tobias Harris de la Far Eastern Economic Review, y voient le signe d'une éventuelle candidature d'Okada contre le sortant Ichirō Ozawa, d'autant qu'il s'est montré à plusieurs reprises très critique à son égard. Il fait d'ailleurs à la fin du mois de juillet des allusions allant dans ce sens, mais finit, dès le 30 juillet, par couper court à toute rumeur en déclarant n'avoir en vérité pas grand désir de se lancer dans la bataille. Il s'en explique plus particulièrement dans un billet édité sur son blog officiel le 5 août 2008, n'estimant pas notamment le contexte favorable à sa candidature et considérant le souvenir de la défaite de 2005, dont il s'attribue l'entière responsabilité, trop frais, mais appelle à l'organisation rapide d'un débat interne au PDJ pour discuter concrètement du programme à défendre pour les futures élections législatives, et définir donc les réformes à défendre et leurs contenus précis, les priorités d'un éventuel gouvernement démocrate et leurs sources de financement,. Ichirō Ozawa est finalement reconduit sans opposition le 21 septembre 2008.
Lorsque la position d'Ichirō Ozawa est déstabilisée au printemps 2009, à la suite de l'arrestation au début du mois de mars, pour avoir accepté illégalement de l'argent d'un grand groupe de construction, de son secrétaire en chef, et que des sondages montrent qu'une majorité de Japonais attendent sa démission de la présidence du PDJ tandis que certains observateurs imputent à cette affaire la contre-performance réalisée par les candidats soutenus par le mouvement à des élections de gouverneur dans les préfectures de Chiba et d'Akita, Katsuya Okada apparaît alors comme celui pouvant reprendre en main le PDJ. Surnommé « Mr. Clean » (ミスター・クリーン, Misutā Kurīn) pour son image d'homme intègre et incorruptible, il semble en effet capable de redonner une certaine confiance aux électeurs et de permettre au PDJ de retrouver la tête des sondages qu'il avait acquise avant le scandale. Toutefois, s'il est l'un des premiers membres de la direction à reconnaître que cette affaire « a entraîné une méfiance du public envers les hommes politiques et a remis en question leurs espoirs placés en notre parti, et nous devons nous y atteler sérieusement », il estime d'autre part que : « Tout le monde au sein du parti doit soutenir le chef que nous avons élu. Nous devons faire tous nos efforts pour convaincre ces 80 % de Japonais [qui souhaitent sa démission, selon les sondages]. ».

### Adversaire puis second de Hatoyama, vers la victoire

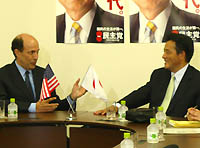
Katsuya Okada, ministre des Affaires étrangères désigné mais pas encore officiellement nommé, rencontre l'ambassadeur américain au Japon John Roos le 11 septembre 2009

Ichirō Ozawa finit par démissionner le 11 mai 2009, et Katsuya Okada annonce sa candidature deux jours plus tard, à l'instar du secrétaire général du parti Yukio Hatoyama. En trois jours de campagne seulement, les deux candidats ne se démarquent pas réellement dans leur programme, tous deux considérant comme priorité le maintien de l'unité du parti en vue des prochaines élections législatives devant se tenir avant la fin de l'année, ou encore d'interdire d'ici 2012 les donations politiques reçues d'entreprises. Ils se distinguent essentiellement vis-à-vis de la hausse de la taxe sur la consommation, Hatoyama la refusant quant Okada appelle à l'ouverture d'un débat sur la question et considère qu'elle pourrait servir à financer le système de sécurité sociale,.
Il est essentiellement soutenu par les groupes des jeunes parlementaires rénovateurs de Seiji Maehara (environ 30 membres de la Diète) et Yoshihiko Noda (environ 20 membres) mais aussi par le chef des ex-PDS (qui représentent quelque 20 élus) Tatsuo Kawabata, tandis que Yukio Hatoyama semble le candidat de la continuité et se repose sur sa propre faction (environ 30 parlementaires) et celle d'Ichirō Ozawa (50 membres environ). Naoto Kan pour sa part, un temps pressenti pour se lancer lui aussi dans la course, finit par laisser leur liberté de vote à ses partisans tout en montrant une légère préférence pour Okada. Celui-ci est de plus le favori des sondages, une étude publiée par le Mainichi Shinbun le 14 mai faisant état de 25 % des personnes interrogées lui apportant leur préférence pour prendre la tête de l'opposition contre 13 % à Hatoyama, 12 % à Kan, 8 % à Maehara et 5 % à Nagatsuma (indépendant soutenant Okada). Le vote n'est toutefois ouvert qu'aux seuls parlementaires dont une grande partie, notamment au sein de la majorité démocrate à la Chambre des conseillers, reste fidèle à Ichirō Ozawa, et Katsuya Okada est finalement battu le 16 mai 2009 par Yukio Hatoyama, par 95 voix contre 124. Dans un souci d'unité, le nouveau chef de l'opposition nomme dès le lendemain de sa victoire Katsuya Okada secrétaire général du PDJ.
Il joue ainsi un rôle de premier plan dans la campagne des élections législatives finalement fixées pour le 30 août 2009, en intervenant principalement sur les questions financières et diplomatiques, et apparait ainsi comme un des principaux candidats pour hériter de l'un de ses deux portefeuilles en cas de victoire de son camp. Concernant les finances, il estime que le gouvernement doit intervenir le moins possible dans les fluctuations monétaires en déclarant : « Je pense que changer les taux de change artificiellement quand ils sont cohérents avec les fondamentaux économiques peut s'avérer indésirable sur le long terme », et défend l'idée d'une économie moins dépendante des exportations et plus stimulée par le marché intérieur et donc la consommation mais aussi par les opportunités qui seraient créées par les efforts de la lutte contre les émissions de gaz à effets de serre. Il défend également le projet du parti de fixer un certain nombre d'objectifs dans l'élaboration du budget 2010. Concernant les affaires étrangères, sujet sur lequel il partage le plus de points communs avec Yukio Hatoyama (celui-ci fut d'ailleurs le membre de son Cabinet suivant chargé de cette question lorsqu'Okada était le chef de l'opposition entre 2004 et 2005), il met l'accent sur une amélioration des relations avec la Chine et une attitude plus assurée et indépendante à l'égard des États-Unis, critiquant le « suivisme » des précédents gouvernements malgré la succession des stratégies diplomatiques différentes développées par les administrations américaines successives : « C'est comme si le Japon n'avait jamais eu sa propre diplomatie, ou ses propres opinions ».
Après la large victoire du PDJ, qui obtient 308 sièges sur 480 à la Chambre des représentants, Katsuya Okada est chargé, en tant que secrétaire général, de discuter de la transition entre le gouvernement sortant et la nouvelle administration avec le secrétaire général du Cabinet de Tarō Asō Takeo Kawamura, mais aussi de mener les négociations avec les deux alliés potentiels du nouveau parti majoritaire, le PSD et le Nouveau parti du peuple (NPP), pour la formation d'une coalition gouvernementale,.

## Ministre des Affaires étrangères
Lors de la formation du 93e Cabinet du Japon par le nouveau Premier ministre Yukio Hatoyama le 16 septembre 2009, Katsuya Okada est nommé ministre des Affaires étrangères. Il conserve ce poste après la composition du nouveau Cabinet dirigé par Naoto Kan le 8 juin 2010, et le reste jusqu'au 17 septembre suivant. Il est ainsi chargé de mener la nouvelle diplomatie japonaise mise en place par la majorité démocrate et comprenant un certain nombre de dossiers sensibles, notamment les relations avec les États-Unis mises à mal par la question du déplacement de la base américaine de Futenma (Okinawa), mais aussi le renforcement de la coopération régionale tout particulièrement avec la Chine et la Russie, ainsi qu'un sujet qui lui tient particulièrement à cœur : la non-prolifération nucléaire.

### Des relations difficiles avec les États-Unis

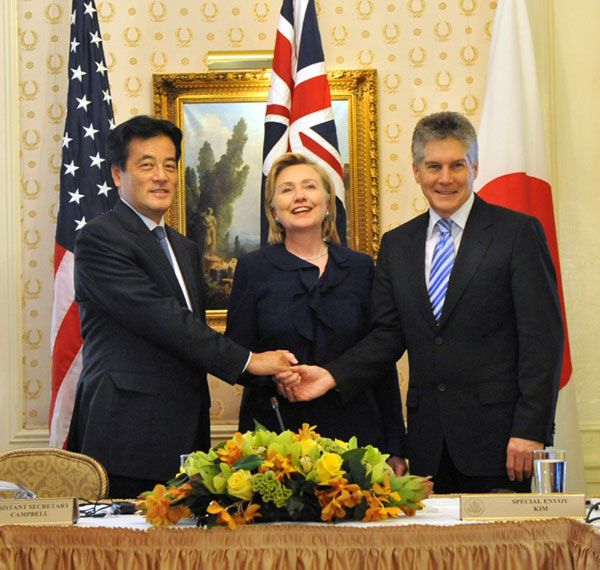
Katsuya Okada, la secrétaire d'État américaine Hillary Clinton et le ministre australien des Affaires étrangères Stephen Smith à New York le 21 septembre 2009

Le jour même de sa nomination, il annonce la création d'une équipe spéciale d'environ quinze personnes chargée d'enquêter sur l'existence éventuelle, toujours niée par ses prédécesseurs, d'« accords secrets » qui auraient été signés dans les années 1960 et 1970 en marge du traité de coopération mutuelle et de sécurité entre les États-Unis et le Japon de 1960 et par lesquels Tōkyō auraient notamment donné l'autorisation au département de la Défense des États-Unis d'utiliser l’espace aérien et maritime japonais pour ses bombardiers stratégiques et ses sous-marins lanceurs d’engins nucléaires, malgré la législation interdisant la présence d'armes nucléaires sous toutes leurs formes sur le sol du seul pays au monde à en avoir été les victimes, à deux reprises, en 1945. Cette équipe est officiellement formée le 25 septembre 2009 et finit par mettre au jour des documents allant dans le sens de l'existence d'un pacte secret le 20 novembre suivant. Katsuya Okada les confie alors à un comité d'expert et déclare : « La question du noir et du blanc sera tranchée en janvier 2010. Nous mettrons à jour la responsabilité des administrations passées qui ont insisté sur le fait qu'il n'y avait pas de pacte secret ».
Il est également chargé de défendre la position de la nouvelle majorité (et l'une de ses promesses de campagne) de ne pas renouveler la mission des Forces maritimes d'autodéfense dans l'océan Indien de soutien logistique à la force internationale d'assistance et de sécurité en Afghanistan, malgré les demandes de Washington de maintenir cette participation, et pour ce faire se prononce en faveur de son remplacement par une aide humanitaire. Il réalise d'ailleurs une « visite surprise » en Afghanistan le 11 octobre 2009 dans le cadre d'une tournée en Asie qui l'a également mené au Pakistan du 11 au 12 octobre et l'Indonésie du 13 au 14 octobre. Il présente avec le ministre de la Défense Toshimi Kitazawa le 10 novembre suivant la « nouvelle stratégie pour contrer la menace du terrorisme » et nouvelle politique d'assistance du Japon à l'Afghanistan et au Pakistan. Il comprend surtout une aide supplémentaire de 80 milliards de yens (soit environ 5 milliards de dollars américains) en Afghanistan orientée vers trois objectifs : le renforcement de la sécurité en soutenant notamment la police nationale afghane, la réintégration et la réconciliation avec les insurgés par des programmes de formation ou de développement rural pour la création d'emplois et le développement économique du pays par une assistance à l'agriculture, au développement des infrastructures (comme l'accès à l'énergie), l'éducation ou la santé,.

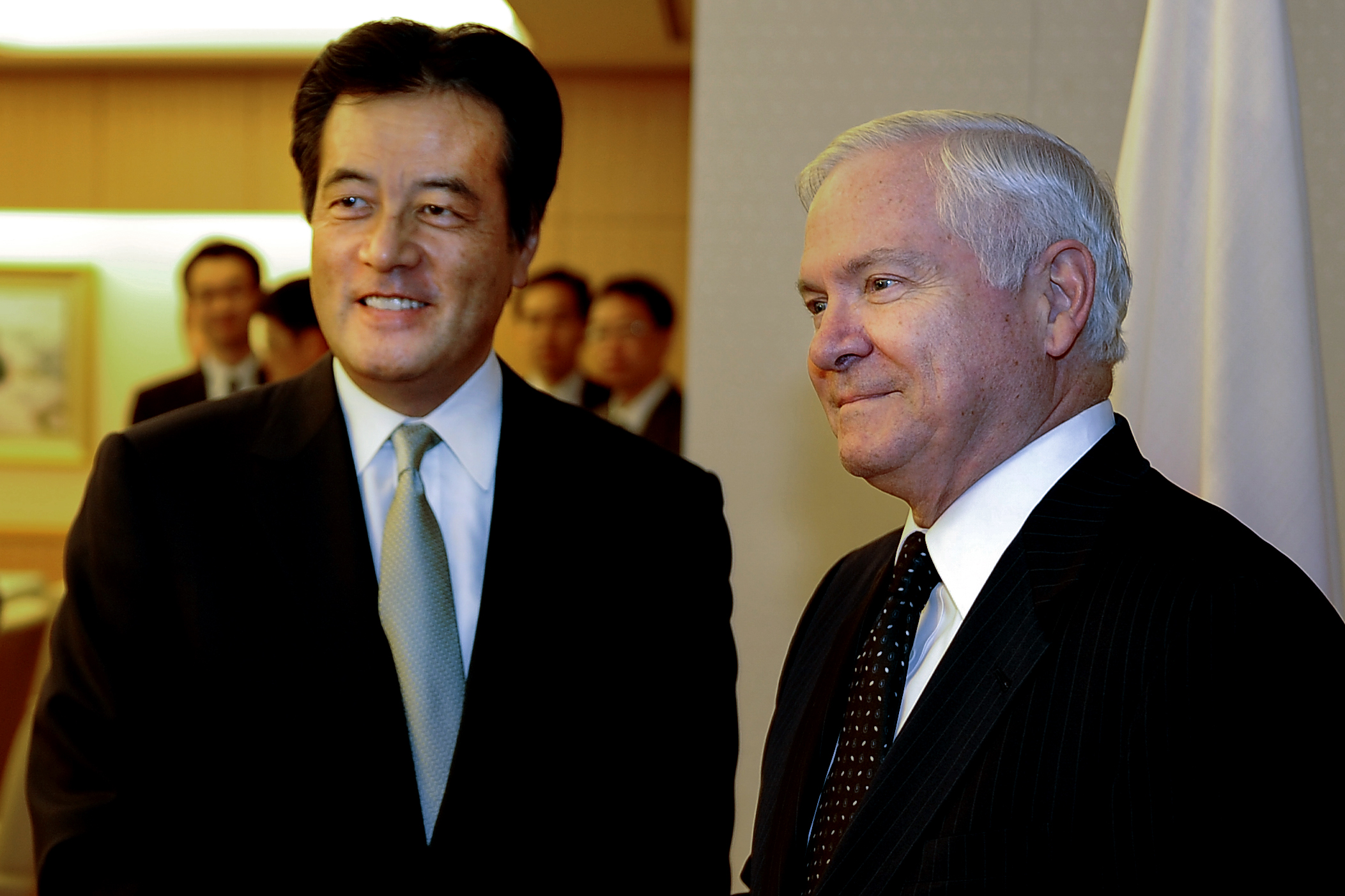
Katsuya Okada et le secrétaire américain de la Défense Robert Gates à Tōkyō le 20 octobre 2010

Mais l'affaire la plus difficile à laquelle il est confronté reste celle de la nouvelle localisation de la base aérienne de l’United States Marine Corps Futenma jusqu'à présent située sur le territoire de la ville de Ginowan à Okinawa. Il s'agit d'un sujet à forte portée politique localement (la présence de la base est critiquée par des associations de riverains en raison du bruit, de la pollution et de la sécurité, surtout après le crash, sans victime et avec uniquement des militaires blessés, d'un hélicoptère militaire sur le campus de l'université internationale d'Okinawa en août 2004) et nationalement (le PSD, fortement pacifiste et anti-militariste, se bat depuis l'origine pour une réduction du personnel militaire américain sur le sol japonais et a fait de cette question un préalable à sa participation à la coalition gouvernementale). La nouvelle administration s'est ainsi engagée à renégocier l'accord sur le statut des forces (SOFA) signé en 2006 par les gouvernements américains et japonais et qui prévoyait d'une part le retrait du Japon de 8 000 marines qui serait ramener à Guam et le déménagement d'ici 2014 de la base de Futenma au Camp Schwab (camp américain accueillant depuis 1959 essentiellement le 4e Régiment de Marine) situé en bordure de la baie de Henoko à Nago au nord de l'île d'Okinawa Hontō, projet critiqué notamment pour ses implications écologiques. Plusieurs alternatives sont envisagées par Okada et le gouvernement (du retrait pur et simple de l'ensemble des soldats de Futenma du sol japonais et leur déplacement à Guam, jusqu'à l'intégration de ses installations dans la Kadena Air Base voisine, proposée par Okada, en passant par un déménagement sur l'îlot Iwo Jima situé en plein océan Pacifique), mais Washington refuse de revenir sur la solution de 2006 et menace, au cas où celui-ci serait définitivement remis en question, de conserver le site initial de Futenma en se contentant d'y moderniser les installations. Katsuya Okada finit le 6 décembre 2009 par déclarer que, après deux mois « d'intenses négociations », celles-ci « atteignent leur limite » et, estimant qu'elles « pourraient aboutir au pire des scénarios à savoir le maintien des dangers liés à la présence de l'aérodrome de Futenma (dans une zone urbaine dense) » et avoir « un fort sentiment de crise à l'égard des relations américano-japonaises actuelles », qu'« il n'y a plus d'autres solutions désormais » que d'envisager sérieusement de souscrire au plan de délocalisation de la base au Camp Schwab. Toute continuation des négociations lui semblant donc inutile, il milite également, avec le ministre de la Défense Toshimi Kitazawa, pour que le Premier ministre Yukio Hatoyama tranche la question et prenne une décision claire avant la fin de l'année 2009, ce dont l'intéressé se refuse, faisant continuer le débat en 2010. Le 12 janvier 2010, en marge d'une rencontre bilatérale avec son homologue américaine Hillary Clinton à Hawaï pour préparer les commémorations du 50e anniversaire du traité de coopération mutuelle et de sécurité du 19 janvier 1960, Okada rappelant d'ailleurs à cette occasion l'adhésion pleine et entière du Japon aux engagements de ce dernier, il affirme que le gouvernement japonais devrait se prononcer sur la question avant la visite officielle de Yukio Hatoyama aux États-Unis prévue pour la fin du mois de mai de cette année. Au fil du temps, face à l'absence de réelle alternative trouvée par le gouvernement, au scepticisme des deux ministres chargés de la question (Okada et Kitazawa) et à une hausse de l'impopularité du Cabinet, Yukio Hatoyama est obligé de revenir pour l'essentiel aux dispositions de 2006, reformulées à travers un nouvel accord à la fin du mois de mai 2010. Ceci entraîne le départ des sociaux-démocrates de la majorité et la démission quelques jours plus tard de Hatoyama.
Sous le nouveau gouvernement, désormais dirigé par Naoto Kan, il est chargé de réchauffer les relations avec les États-Unis après la signature de l'accord sur le déménagement de Futenma tout en maintenant l'objectif initial du PDJ de renforcer la coopération asiatique et d'établir une relation nippo-américaine plus équitable. Le 13 septembre 2010, il exprime devant un groupe d'anciens prisonniers de guerre américains ou de représentants de leurs familles, invités au Japon par le gouvernement, de « profondes, sincères excuses pour le traitement inhumain qui vous a été infligé ». Il s'agit des premières excuses officielles pleinement publiques faites aux prisonniers américains de la Seconde Guerre mondiale.

### Une coopération régionale renouvelée

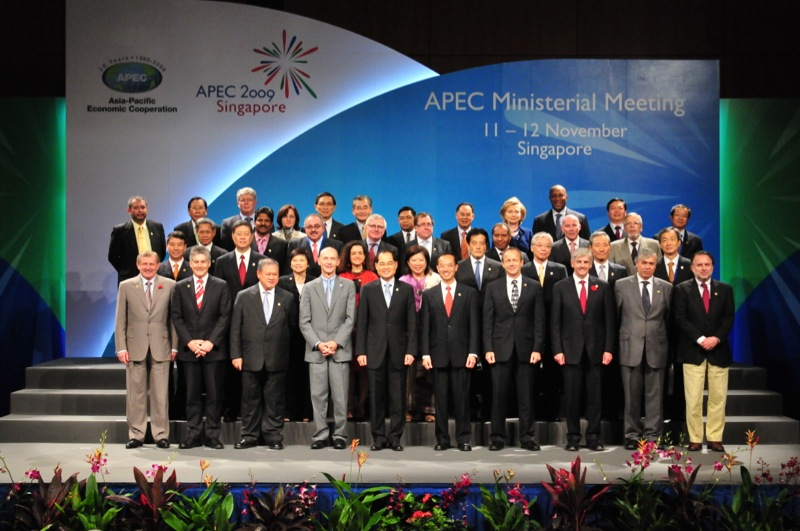
Katsuya Okada (2e rang, 4e à dr.) lors de la rencontre des ministres des Affaires étrangères des pays membres de l'APEC à Singapour en novembre 2009

Katsuya Okada défend la construction d'une Communauté est-asiatique dotée à terme d'une monnaie unique sur le modèle européen telle qu'appelée de ses vœux par Yukio Hatoyama, projet qui faisait d'ailleurs déjà partie du programme du PDJ lors de la campagne des élections législatives de 2005, alors qu'Okada en était le président. Il affirme l'engagement vers cet objectif du Japon lors de sa rencontre avec son homologue chinois Yang Jiechi en marge du troisième sommet trilatéral des ministres des affaires étrangères du Japon, de la république populaire de Chine et de Corée du Sud tenu à Shanghai le 28 septembre 2009.
Il est de plus chargé de relancer les négociations en vue de la signature d'un traité de libre-échange entre la Corée du Sud et le Japon, projet lancé en 2003 mais abandonné à la demande de Séoul en 2004. En février 2010, lors d'une rencontre avec Okada, le président sud-coréen Lee Myung-bak a indiqué sa volonté d'aboutir à un accord en la matière. Concernant le passé colonial ou expansionniste du Japon dans la région Asie-Pacifique, Katsuya Okada déclare le 11 février 2010, lors d'une conférence de presse conjointe avec son homologue sud-coréen Yu Myung-hwan au sujet du centenaire du traité d'annexion de la Corée de 1910 : « Je crois que ce qui s'est passé il y a 100 ans a privé les Coréens de leur pays et de leur fierté nationale. Je peux comprendre les sentiments de gens qui ont perdu leur pays et ont vu leur fierté blessée ».
Yukio Hatoyama et son gouvernement se sont, après leur mise en place, donné six mois pour réaliser des progrès notables dans la résolution des conflits opposant le Japon à la Russie, notamment la question des îles Kouriles, et donc vers la signature d'un traité de paix pour la Seconde Guerre mondiale. Lors de leur première rencontre à New York le 23 septembre 2009, le Premier ministre japonais et le président russe Dmitri Medvedev ont d'ailleurs annoncé, dans une déclaration commune, charger leurs chefs de la diplomatie respectifs d'entamer des discussions en vue d'aboutir à ce traité. Katsuya Okada rencontre ainsi pour la première fois le ministre des affaires étrangères russe Sergueï Lavrov à Moscou le 28 décembre 2009, sommet au cours duquel les divergences de vue concernant les îles Kouriles restent fortes, Okada déclarant notamment : « Le manque de progrès visible sur la question de savoir à qui appartiennent les territoires est un problème », et Sergueï Lavrov qu'il n'était pas dans l'intention de la Russie « de repousser artificiellement une résolution, mais que celle-ci devrait être fondée sur le droit international et les réalités d'après-guerre ». Les deux ministres se mettent néanmoins d'accord pour ouvrir des discussions sur les soutiens développés par les deux pays aux projets de reconstruction civile en Afghanistan ainsi que des pourparlers stratégiques au niveau vice-ministériel au début de l'année 2010.

### La lutte contre la prolifération nucléaire

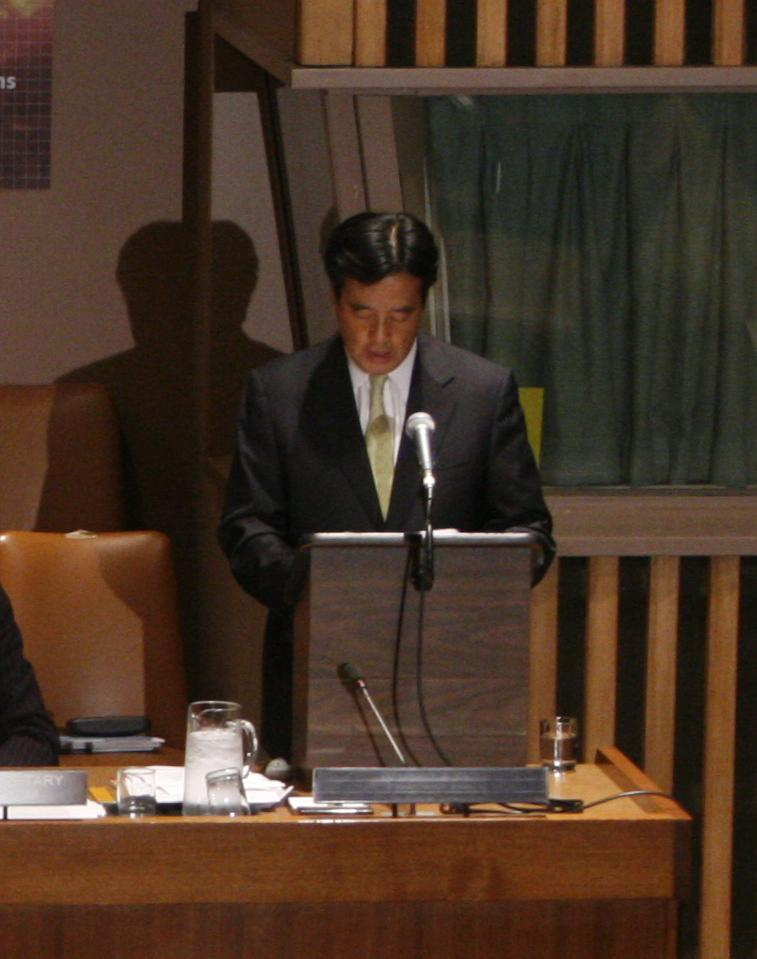
Katsuya Okada à la Conférence du TICE le 24 septembre 2009

Katsuya Okada, désormais au gouvernement, reprend son projet de traité pour faire de l'Asie du Nord-Est une zone exempte d'armes nucléaires tel qu'il l'avait présenté en août 2008, et qui est désormais soutenu par de plus en plus de parlementaires au Japon et en Corée du Sud. Il appelle à régler le problème du développement nucléaire en Corée du Nord par la reprise des pourparlers à six qui, pour lui, « sont le format le plus réaliste pour une solution aux problèmes complexes concernant la Corée du Nord », et envisage ainsi d'y introduire la question de ce traité comme partie de la solution.
Il milite également internationalement pour que les puissances nucléaires appliquent la politique du No first use (NFU, principe selon lequel un État s'engage à ne pas utiliser son armement nucléaire avant d'avoir été lui-même victime d'une attaque nucléaire, il n'a été adopté publiquement avant 2010 que par trois États : la Chine, l'Inde et la Corée du Nord). Le jour même de son entrée en fonction, lors de sa première conférence de presse, il affirme : « Mon sentiment personnel est de poser la question de savoir si les pays qui déclarent leur volonté de faire le premier usage des armes nucléaires ont le droit de parler de désarmement nucléaire, ou de non-prolifération nucléaire, en particulier de non-prolifération ».
Il soutient l'orientation de la Commission internationale sur la non-prolifération nucléaire et le désarmement (annoncée par le Premier ministre australien Kevin Rudd le 9 juin 2008 et coprésidée par deux anciens ministres des Affaires étrangères de leur pays respectif, l'Australien Gareth Evans et la Japonaise, Yoriko Kawaguchi, et dont le but est de mener des travaux préparatoires pour la Conférence de révision du TNP de 2010) vers une clause en faveur du NFU lors de sa dernière session tenue à Hiroshima à la mi-octobre et déclare vouloir entrer en négociations avec les États-Unis pour qu'ils adoptent cette politique. Il rencontre pourtant une opposition à ce sujet au sein de sa propre administration, certains diplomates et hauts-fonctionnaires craignant que le NFU fasse que le Japon se retrouve alors entièrement en dehors du « parapluie nucléaire » américain et donc à la merci de la menace nucléaire nord-coréenne, en ne bénéficiant plus de la dissuasion. Pour couper court à ces inquiétudes, il prononce à Kyōto le 18 octobre 2009 un discours dans lequel il critique la position traditionnelle, qu'il juge contradictoire, du Japon à ce sujet : « Jusque-là, le gouvernement japonais a dit aux États-Unis : « Nous ne voulons pas déclarer le No First Use parce que cela affaiblira la dissuasion nucléaire ». Cependant, on ne peut pas dire que ce soit consistant d'appeler à une abolition de l'arme nucléaire [position traditionnelle du Japon depuis 1945], tout en requérant l'usage en premier des armes nucléaires pour vous-mêmes ». Il avait d'ailleurs estimé en juillet précédent que le Japon lui-même n'avait pas « nécessairement besoin d'un parapluie nucléaire contre la menace nucléaire de la Corée du Nord. Je pense que des armes conventionnelles suffisent pour gérer cela ». Il annonce au secrétaire à la Défense des États-Unis Robert Gates le 20 octobre 2009 que le gouvernement japonais était en train d'examiner la question du NFU et qu'il souhaiterait par la suite en discuter avec les États-Unis, Gates défendant pour sa part la position américaine en faveur de la flexibilité de la dissuasion.
Dans le cadre de son action en matière de lutte contre la prolifération nucléaire, il se rapproche de son homologue allemand Guido Westerwelle. Ils signent ensemble une tribune dans le Wall Street Journal du 4 septembre 2010, intitulée : « The Moral Challenge of a Nuclear-Free World » (« Le challenge moral d'un monde sans nucléaire »). Ils y expriment leur approbation du discours de Prague prononcé par Barack Obama en avril 2009, de la signature du START III entre la Russie et les États-Unis le 8 avril 2010 et de la Révision de la posture nucléaire américaine rendue publique le même mois (réglementant pour la première fois le recours à une attaque nucléaire contre un État ne disposant pas d'armes nucléaires et respectant le TNP). Ils livrent également dans cet article leur conclusion quant à la Conférence de révision du TNP tenue à New York en mai 2010. Ils trouvent ainsi « remarquables que tous les délégués aient accepté le plan d'action de la conférence, qui comprend divers engagements nouveaux et importants sur le désarmement nucléaire, ainsi que des mesures concrètes pour mettre en œuvre de la résolution 1995 sur le Proche-Orient, qui appelle à la constitution d'une zone libre de toute arme de destruction massive dans la région ». Mais dans le même temps, ils soulignent que, pour eux, « l'accord [signé lors de la Conférence] est extrêmement fragile », car non contraignant à l'égard des États qui peuvent très bien ne pas l'appliquer tandis qu'il existe des « points de vue irréconciliables exprimés » au sujet de questions tels que le nucléaire iranien ou concernant les règles de retrait du TNP pour l'un de ses signataires. Ils estiment enfin nécessaires de rendre « peu attrayant » la possession d'armes nucléaires et de développer un « sens de responsabilité au-delà des frontières et des générations » sur le sujet similaire à celui devant prévaloir concernant les changements climatiques.

## Retour à la direction du parti
Lors de la campagne pour l'élection du président du PDJ du 14 septembre 2010, il soutient le sortant Naoto Kan contre Ichirō Ozawa. Après la victoire du premier, celui-ci décide le 16 septembre de nommer Okada secrétaire général, et donc numéro 2, du parti, chargé de la direction interne du mouvement, pour remplacer Yukio Edano, déconsidéré par le mauvais score des élections à la Chambre des conseillers du 11 juillet précédent. Alors qu'il avait auparavant exprimé le souhait de rester aux Affaires étrangères, il accepte le poste et entre officiellement en fonction le 17 septembre 2010. Il est remplacé le jour même à la tête de la diplomatie japonaise par Seiji Maehara.
Il est surtout chargé de négocier avec les partis d'opposition afin d'obtenir des majorités de circonstance à la Chambre des conseillers, et s'oriente tout particulièrement vers le Nouveau Kōmeitō. Pour ce faire, il tente, en vain, de faire pression sur Ichirō Ozawa de répondre aux appels de l'opposition à venir témoigner sous serment devant la Diète sur les affaires touchant son organisation de financement politique. Et si le Nouveau Kōmeitō annonce dans un premier temps le 7 septembre 2010 qu'il votera le budget supplémentaire pour l'année fiscale 2010 préparé par le gouvernement Kan, il se ravise par la suite, notamment en raison du refus d'Ichirō Ozawa de venir témoigner ou du dérapage du ministre de la Justice Minoru Yanagida qui est obligé de démissionner le 22 novembre 2010 après avoir sous-entendu que son poste était « facile ». Ainsi, le Nouveau Kōmeitō vote contre le projet du budget supplémentaire qui est donc rejeté par la Chambre des conseillers le 26 novembre 2010 avant d'être confirmé par celle des représentants (qui a le dernier mot en matière budgétaire) et donc définitivement acté le même jour. Il se tourne ensuite vers des formations plus petites et charnières, notamment Tachiagare Nippon, s'entretenant le 22 décembre 2010 avec ses deux coprésidents Takeo Hiranuma et Kaoru Yosano. Ce dernier se montre favorable à un ralliement mais se retrouve toutefois vite isolé au sein de son parti, celui-ci rejetant finalement la demande d'alliance du PDJ le 27 décembre 2010. Kaoru Yosano finit par rejoindre seul la majorité le 13 janvier 2011, démissionnant de Tachiagare Nippon pour siéger au sein du groupe parlementaire « PDJ et Indépendants » (tout en restant sans étiquette) et étant nommé le lendemain ministre d'État chargé de la Politique économique et fiscale, de l'Égalité sociale et des sexes et de la Réforme totale de la fiscalité et de la sécurité sociale.
Concernant Ichirō Ozawa et ses partisans, il pousse le premier à venir s'expliquer devant la Diète sur les scandales politico-financiers mais n'obtient le 28 décembre 2010 qu'une promesse de venir témoigner sans serment devant la commission de l'éthique de la Chambre des représentants dès l'ouverture de la session ordinaire en janvier 2011 si les partis d'opposition faisaient de cette comparution une condition à leur coopération pour le vote du budget 2011, et sinon dès que ce dernier serait voté. Par la suite Naoto Kan et Katsuya Okada tentent de contraindre Ozawa, qui se montre de plus en plus réticent à honorer cette promesse, à s'exécuter le plus tôt possible, surtout après sa mise en examen pour violation de la loi de contrôle des fonds politiques le 31 janvier 2011. La ligne de la direction du parti à l'égard de son ancien dirigeant se montre alors de plus en plus ferme. Malgré la menace faite le 17 février par 16 députés fidèles d'Ozawa de quitter le Parti démocrate et de s'opposer au vote du budget ou au processus d'augmentation de la taxe sur la consommation, le bureau du mouvement décide le 22 février 2011 de suspendre Ichirō Ozawa de son statut de militant tant que son procès (qui doit s'ouvrir d'ici à septembre 2011) ne serait pas terminé. Ichirō Ozawa conteste cette sanction qu'il qualifie de « sans précédent et difficile à comprendre » et qu'il estime n'avoir « aucune raison rationnelle » la justifiant. Cette décision n'a toutefois pas été appliquée.
Après le séisme de la côte Pacifique du Tōhoku du 11 mars 2011 et ses conséquences (tsunami et accident nucléaire de Fukushima), Katsuya Okada annonce dès le 15 mars que, pour « se procurer les fonds massifs afin de venir à bout de cette massive catastrophe », la majorité envisageait de revoir « résolument » ses projets de dépenses, dont l'allocation pour garde d'enfants promise et la suppression des péages d'autoroute. Plus tard, le 17 avril, il estime qu'une hausse des impôts serait nécessaire pour couvrir le financement de la reconstruction. Il milite également, avec Naoto Kan, en faveur d'un gouvernement d'« unité nationale ».
Après les échecs électoraux du PDJ lors de la première partie des élections locales unifiées tenue le 10 avril 2011 (dans les trois préfectures où la majorité nationale et le PLD supportaient des candidats différents pour l'élection des gouverneurs, à savoir Tōkyō, Hokkaidō et Mie, la victoire est revenue aux libéraux-démocrates, et si les démocrates ont gagné Sapporo, ils perdent la mairie de Hiroshima, subissent des reculs nets dans les Assemblées préfectorales ou municipales qui étaient alors renouvelées et sont battus lors d'une législative partielle qui avait lieu le même jour dans le 6e district d'Aichi), des voix s'élèvent pour demander la démission de Katsuya Okada de son poste de secrétaire général. Le député Hiroshi Kawauchi lance notamment une pétition auprès des membres du parti afin d'obtenir une assemblée générale des parlementaires démocrates visant à forcer la direction à prendre ses responsabilités face à cette défaite.
Il quitte finalement son poste de secrétaire général en même que Naoto Kan abandonne la présidence du parti le 29 août 2011. Le lendemain, le nouveau président et Premier ministre élu Yoshihiko Noda nomme Azuma Koshiishi, figure de la faction des anciens socialistes et allié traditionnel d'Ichirō Ozawa, pour succéder à Okada. Il devient à la place, le 5 septembre 2011, « Conseiller suprême » du PDJ (placé officiellement au-dessus du président dans la hiérarchie du parti, il désigne des personnalités de poids ayant une autorité morale et est l'équivalent d'une fonction de « président d'honneur »), aux côtés de six autres personnes dont les trois anciens Premiers ministres Tsutomu Hata (déjà « Conseiller suprême » depuis plusieurs années), Yukio Hatoyama et Naoto Kan (nommés en même temps qu'Okada), l'autre ancien secrétaire général Hirohisa Fujii, l'ancien président de la Chambre des conseillers (et allié historique de Naoto Kan) Satsuki Eda et le vétéran Kōzō Watanabe (lui aussi détenteur de ce titre de longue date).

## Vice-Premier ministre
Katsuya Okada est nommé le 13 janvier 2012 par Yoshihiko Noda comme Vice-Premier ministre chargé de la Réforme administrative et de la Fonction publique, la Réforme totale de la fiscalité et de la sécurité sociale, la Revitalisation du gouvernement, le Nouveau concept du Service public, la Dénatalité et l'Égalité sociale et des sexes lors du renouvellement du 95e Cabinet du Japon. Il est surtout chargé alors de mener à son terme la réforme fiscale, et tout particulièrement la hausse de la taxe sur la consommation, préparée par le gouvernement précédent de Naoto Kan et dont il a été de longue date l'un des plus fermes avocats au sein du PDJ. Le 10 février suivant, il abandonne les portefeuilles du Nouveau concept du Service public, de la Dénatalité et de l'Égalité sociale et des sexes à un nouveau ministre, Masaharu Nakagawa.
À partir du début du mois de mars 2012, il appelle le Cabinet à limiter les embauches de fonctionnaires d'État, fixant un objectif pour l'année fiscale 2013 d'une coupe de 40 % (qu'il révise ensuite à la hausse, à 70 %) des recrutements sur la base de l'année 2009, dans le but de réduire les déficits publics et de limiter le poids de la bureaucratie.
Katsuya Okada pousse d'un autre côté à la recherche d'une plus grande coopération avec le PLD et le Nouveau Kōmeitō, notamment pour faire voter la loi sur la réforme fiscale et de la sécurité sociale, quitte à accepter la demande de l'opposition de dissoudre la Chambre des représentants, s'opposant sur ce point notamment au secrétaire général du PDJ Azuma Koshiishi qui lui souhaite y arriver en trouvant un consensus pour unifier les membres du parti, y compris ceux de la tendance pro-Ozawa et pro-Hatoyama. Okada, ainsi que le secrétaire général du Cabinet Osamu Fujimura, prennent ainsi contact régulièrement avec le vice-président du PLD Tadamori Ōshima. Cette stratégie finit par l'emporter, avec un accord passé entre les trois partis pour le passage de la réforme en échange de la promesse formulée par Yoshihiko Noda de « dissoudre bientôt » (tout en ne donnant pas de date précise) la chambre basse. Ainsi, le projet de loi est voté par la Chambre des représentants le 26 juin 2012 malgré le vote contraire de 57 députés du PDJ, et le 10 août 2012 par la Chambre des conseillers. En conséquence, Ichirō Ozawa quitte le parti et la majorité avec 48 autres parlementaires (36 autres représentants et 12 conseillers) pour créer sa propre formation, baptisée « Priorité à la vie du peuple ».
Après avoir activement soutenu la réélection, pour un mandat plein de deux ans, de Yoshihiko Noda à la présidence du PDJ le 21 septembre 2012, il fait partie, avec notamment Seiji Maehara et contre l'avis du secrétaire général Azuma Koshiishi, des principaux partisans dans l'entourage du Premier ministre à demander une dissolution rapide de la Chambre des représentants. Cette dissolution est opérée le 16 novembre 2012 et des élections législatives anticipées sont organisées pour le 16 décembre suivant. Pour la campagne, Okada milite pour que le parti se positionne sur sa ligne politique traditionnelle, au centre, par contraste avec l'orientation forte vers la droite du PLD sous la conduite de son nouveau président, Shinzō Abe, et tempérer les positions de l'aile conservatrice du PDJ incarnée par Yoshihiko Noda. Okada déclare à ce sujet que la base du Parti démocrate se situe parmi « les centristes libéraux et les conservateurs modérés », une expression que le président du Conseil de recherche politique Gōshi Hosono veut par la suite reprendre pour en faire la philosophie générale du programme électoral du mouvement.

## Intérêts et distractions
Ces passes-temps incluent essentiellement l'entretien physique en salle de sports ou par le jogging, et la collection de divers objets représentant des grenouilles venus du monde entier et souvent ramenés en souvenir de voyage, qui décorent son bureau. L'AFP a d'ailleurs noté, après son accession au poste de ministre des Affaires étrangères, que « grenouille » en japonais (蛙, Kaeru), était l'exact homonyme de « changer » (変える, Kaeru), terme utilisé comme slogan par le PDJ durant la campagne des élections législatives du 30 août 2009. Katsuya Okada déclare également aimer lire, surtout avant de dormir, écouter de la musique en conduisant, les voitures et le cinéma, citant notamment l'adaptation par Steven Spielberg de La Guerre des mondes. C'est un admirateur de Nobunaga Oda, daimyō et figure majeure de l'époque Sengoku et plus généralement de l'histoire du Japon, ayant été au XVIe siècle l'un des trois principaux « unificateurs » du Japon avec, après lui, Hideyoshi Toyotomi et Ieyasu Tokugawa.